# فرقة بانزر العاشرة (فيرماخت)
 كانت فرقة بانزر العاشرة تشكيلًا للجيش الألماني خلال الحرب العالمية الثانية. تم تشكيلها في براغ في مارس 1939، وخدمت في احتياطي مجموعة الجيوش الشمالية أثناء غزو بولندا في العام نفسه. شاركت الفرقة في معركة فرنسا في عام 1940، بما في ذلك حصار كاليه، وفي عملية بارباروسا المرتبطة بمجموعة الجيوش الوسطى في عام 1941.
بعد تكبدها خسائر فادحة في الجبهة الشرقية، أُعيدت إلى فرنسا لإعادة تأهيلها لتكون بمثابة احتياطي استراتيجي ضد الغزو المحتمل للحلفاء. تم نقل الفرقة إلى تونس بعد عملية الشعلة (1942) وقضت ستة أشهر في هذا المسرح، حيث اشتبكت مع القوات البريطانية والأمريكية. تسببت في خسائر فادحة للجيش الأمريكي «الأخضر» في مواجهته الأولى مع الألمان تحت قيادة المشير إيروين روميل في معركة كاسرين باس (1943). فقدت في وقت لاحق في استسلام المحور العام في شمال إفريقيا في مايو 1943 وتم حلها رسميًا في يونيو 1943. لم يتم إعادة بناء الفرقة.
تكريما للأعضاء البارزين في فرقة بانزر العاشرة كجزء من المقاومة الألمانية وفشل مؤامرة 20 يوليو لقتل أدولف هتلر في عام 1944، تم تسمية فرقة مدرعة جديدة وهي الفرقة المدرعة العاشرة في عام 1959 عند تشكيل جيش ألمانيا الغربية كجيش جزء من البوندسوير.

## التاريخ التشغيلي
وبالنسبة لمعظم تاريخها، نظمت التقسيم إلى ثلاثة أفواج: 7 بانزر، و69 و86 بانزرجرينادير (مشاة ميكانيكية). وشملت الوحدات الأخرى فوج مدفعية واحد من كل من الدراجات النارية والاستطلاع ومدمرة الدبابات وكتيبة هندسية وإشارة.
تم تشكيل فرقة بانزر العاشرة لأول مرة في 1 أبريل 1939 في براغ، كتكوين مركب مكون من وحدات تم إنشاؤها مسبقًا في جميع أنحاء ألمانيا. تم نقل العديد من هذه الوحدات من القسم الميكانيكي 20 والفرقة التاسعة والعشرون والفرقة الخفيفة الثالثة. بحلول خريف عام 1939، كان التقسيم لا يزال يتشكل، لكنه كان مع ذلك ملتزمًا بغزو بولندا عام 1939 قبل اكتمال العملية.تم نقله من بوميرانيا في أغسطس إلى بولندا.
في عام 1942، تم نقل الفرقة إلى دياب، حيث لعبت دورًا بسيطًا في مواجهة إنزال دياب من قبل قوات الحلفاء. بمجرد وصول الحلفاء إلى شمال إفريقيا، تم تعيين فرقة بانزر العاشرة في مهمة في فيشي فرنسا، وهرعت إلى المسرح الأفريقي في أواخر عام 1942 بمجرد توفر النقل. في ديسمبر 1942، أنزلت الفرقة، التي أصبحت الآن جزءًا من جيش بانزر الخامس في تونس. هنا شاركوا في معركة القصرين ومعارك أخرى مع وحدات من الجيش الأمريكي. شاركوا أيضًا في هجوم الحلفاء الفاشل لعملية Ochsenkopf في أواخر فبراير 1943. عندما انهار خط المحور في مايو 1943، تم محاصرة الفرقة. استسلمت في 12 مايو ولم تتم إعادة بنائها مطلقًا.

## تنظيم
تنظيم التقسيم:  
- المقر
- فوج بانزر السابع
- 69th Panzergrenadier فوج
- 86th Panzergrenadier فوج
- فوج المدفعية بانزر تسعين
- 10 كتيبة الدراجات النارية
- 90 كتيبة الاستطلاع بانزر
- 90 كتيبة مدمرات لدبابات
- كتيبة الهندسة بانزر التاسعة والاربعين
- كتيبة الإشارة 90
- كتيبة مجموعة التوريد 90

## ضباط القيادة
كان يقودها ستة رجال خلال فترة وجودها.
| القائد                                        | تواريخ                       |
| --------------------------------------------- | ---------------------------- |
| جنرال مايجور جورج Gawantka                    | 1 مايو 1939 - 14 يوليو 1939  |
| جينيرال لوتنانت فرديناند شاال                 | 1 سبتمبر 1939 - 2 أغسطس 1941 |
| جينيرال لوتنانت فولفغانغ فيشر                 | 2 أغسطس 1941 - 1 فبراير 1943 |
| أوبرست غونتر أنجرن (بالنيابة)                 | 8 أغسطس 1941 - 27 أغسطس 1941 |
| أوبرست نيكولاوس فون كورمان (بالنيابة)         | 19 نوفمبر 1942 - ديسمبر 1942 |
| جينيرال لوتنانت Friedrich Freiherr von Broich | 1 فبراير 1943 - 12 مايو 1943 |